# 東海林藍
東海林藍（日语：／ Shōji Ai，1998年5月22日—），日本前年少偶像、寫真偶像。於東京都出身。所屬事務所為「ACTIO ENTERTAINMENT」。

## 生平
藍在2012年初推出自己首部寫真影片《藍色》。7月20日，她跟宮田飛鳥、佐佐木美優等偶像一起共演的非戲院首映電影《青春狂想曲 ～心跳不已Water Girl》（青春ラプソディ～ときめきウォーターガールズ）開售。11月2日，她在寫真雜誌《Chu→Boh》第52卷中登場。12月25日，她發表在沖繩拍攝的寫真DVD《東海林藍 from 藍之地》（東海林藍 from 藍らんど），並於當中部分場景以身穿校服的姿態登場。
2013年2月28日，藍的寫真DVD《我的公主殿下》（My Princess）開售，這部作品同樣收錄了她身穿校服的樣子，除此之外她也以穿著泳衣的姿態進行拍攝。4月19日，她推出寫真DVD《我的太陽 ～全力美少女～》（ボクの太陽 ～全力美少女～），並在5月5日出席這部作品的發售紀念活動。6月23日，她的寫真DVD《藍悠悠哉哉 去見你吧》（あいのんのんあい会いに行くのん）正式發行，此作的部分場景運用到了彈珠去輔助拍攝。
2013年7月19日，她在非戲院首映電影《心跳不已 Water Girl 3》（ときめきウォーターガール3）中登場。守永七彩、新原里彩、伊藤萬里菜等偶像在這部作品亦有一定戲份。次月，這部作品推出了印象影片版本，她在當中跟渡部美咲等偶像合作。同月29日，她的寫真DVD《Preteen 藍》（Preteen ai）面世。她在當中以身穿日本學生泳衣、校服、比基尼的樣子登場。2014年3月，藍前往葉山，在那開展寫真拍攝工作，以此在3個月後推出《春色台階》（春色のステップ）一作。這部作品為她初中時期拍攝的最後一部作品。此後她亦出席不同的攝影會。2016年6月，她開辦最後一場攝影會。

## 外部連結
- 東海林藍的X（前Twitter）（日語）
- 西永彩奈的Ameblo網誌，存于 （日語）